# ディーヴァ (プロレス)
ディーヴァ（DIVA）は、かつてアメリカのプロレス団体WWEの番組に登場する女性出演者らを指してWWEの番組等で使用されていた用語である。2016年まで使用されていた。
この用法の初出はセイブルが1999年4月19日のRaw is Warにて、自身のことをディーヴァ(Divaとは優れた才能を持つ女性と言った意)と称したのが最初である。それからまもなくして、セイブルら女子レスラーだけでなく、女性マネージャーやリングアナウンサーなどWWEの番組に出演する女性タレント全般を指す言葉として、番組内で広く使われるようになった。

## 歴史

### ディーヴァの始まり
1994年にはブル中野がWWF女子王座を獲得し、アランドラ・ブレイズ(メデューサ)と抗争を繰り広げるなど当時のWWFの女子部門は"本格志向"であった。しかし1995年にブレイズが王者のままWCWに移籍し、WCWマンデー・ナイトロの放送中にWWF女子王座のチャンピオンベルトをゴミ箱に捨てるパフォーマンスを行い（これが後のモントリオール事件の伏線となっている）、結果WWF女子王座のタイトルは剥奪される事となるが、影響は大きく女子王座は1998年までの3年間空位のままとなってしまった上、WWFにおける女子プロレスそのものが見直される事になり、試合が組まれなくなってしまう。
そんな女子部門の空白期間の中でWWFの女子部門に登場したサニー、セイブルといった女子マネージャーが、ディーヴァの始まりと言われる。彼女らは当時WWFが刊行していたプロレス雑誌Raw Magazineでセミヌードを披露するなど、以前の女性出演者と比較し性的な魅力を強調した役割を担うようになる。
1998年にWWF女子王座は復活したものの、王者のセイブルは契約により簡単な技のほかは受けることができず、防衛戦でも相手を下着姿にした方の勝利というイブニングガウン戦などが行われていた。
その後もリタやチャイナといった高い技術を持つレスラーらが番組で活躍する一方、枕で相手をたたき合うピロー・ファイト戦やイブニングガウン戦とほぼ同形式のブラ&パンティ戦、ビキニ・コンテストなどがアチチュード・エラのWWEでは行われいた。ディーヴァらが成人向け雑誌であるプレイボーイ誌の表紙を飾ることもしばしば見られた。
この2000年代初頭にディーヴァらの指導役に任命されたうちの1人がフィット・フィンレーである。80年代の新日本プロレスなどにも参戦経験のあるフィンレーは、ブラ&パンティ戦やピロー・ファイト戦、感謝祭ディナー戦に向けてコーチをした時のことを後にこう回想している。 "どうやったらサンセットフリップをしながら相手の服を脱がせるか"、といったことを教えなければいけない自身の役割に困惑したフィンレーは、教え子らと相談してきちんとしたプロレスを教え始める。そういうことはディーヴァには教えなくて良いとWWE側から止められたというが、彼らは聞き入れず、一日4～5時間のトレーニングを続けるうちに、彼女らは徐々に上達していったとも語っている。
モデル出身でビンス・マクマホンの愛人役などで番組に出演していたトリッシュ・ストラタスも、フィンレーの元で学べたことに感謝を述べており、学んだスキルを活かした試合を続けるうちに観客のチャントも"We want puppies."、から試合自体を賞賛するものへと変わっていったという。また彼女はいわゆるアチチュード・エラのディーヴァとして前述したようなギミックマッチを行いつつも、2021年のWWEが発表した"WWE史上最も偉大な女性スーパースター50"で1位となるなど、現在でも偉大な女子レスラーとしての評価を得ている。
このように、この時期のWWEにおいても技術を持つ女子レスラーは団体内にもいた。ただ、2006年のレッスルマニア22でトリー・ウィルソン対キャンディス・ミシェルのプレイボーイ・ピローファイト戦がセミファイナルで行われるなど、それらをWWEが十分に生かすことはなかったといえる。

### PG時代
2008年頃になるとWWEがいわゆるPG時代に入り、性的な要素を番組から排すようになる。それに伴い、ブラ&パンティ戦やピロー・ファイト戦はみられなくなる。ただ依然としてディーヴァと呼称される女性レスラーの番組内での立ち位置は男性と比べて低いものであった。
例えば2008年にはWWEディーバズ王座が新設されたが、翌年のレッスルマニア25で防衛戦は行われることはなかった。大会中唯一の女子の試合は25人バトルロイヤルであり、ベス・フェニックスやミッキー・ジェームスら実力者が出場する中、勝ったのは女装した男子選手であった。
その後もアチチュードエラの終わりである2008年から、ディーヴァという言葉が使われた最後のレッスルマニアである2015年大会まで、"祭典"での女子選手の試合は5分前後の試合が毎年1試合行われるのみで、新設されたWWEディーバズ王座戦が行われたのも結局2014年大会の一度だけであった。
ただ2012年頃にはシャーロット・フレアー、サーシャ・バンクス、ベッキー・リンチ、ベイリーといった、インディ団体で経験を積み、後の女子部門を支えるレスラーらとWWEは相次いで契約している。彼女らは皆、育成ブランドであるNXTに所属しそこでトレーニングを積みメインロースターへの昇格の機会を待つこととなった。
また2012年夏にWWEはインディ・レスラーのサラ・アマートとNXT初の女性コーチとして契約する。サラ・デル・レイというリングネームで活動していたアマートは、当時のアメリカインディの中心的な存在であり、全日本女子プロレスやメジャー女子プロレスAtoZへの参戦歴もあるような高い技術の持ち主であった。選手業から退き、31歳の若さでNXTのコーチに就任した彼女は、NXTの女子選手らをディーヴァではなくレスラーとして育成するのに大きな貢献をする。
例えば後にレッスルマニアのメインイベントで試合することになるサーシャ・バンクスは、NXT加入直後はコーチらから"ディーヴァらしく"、髪を引っ張ったり、キャットファイトをするようにと指示されたというが、アマートのコーチ就任以降はそういったことは無くなり、レスリング技術を生かした試合が許されるようになったと話している。

### #GiveDivasAChance運動
2015年2月にディーヴァの扱いに大きな影響を与えるムーブメントがSNS上で起こる。
きっかけは2015年2月23日のRawでのベラ・ツインズ対ペイジ&エマ組の試合である。この試合はわずか30秒で終了したが、これをきっかけにファンらが長年持っていた、女子部門の扱いの悪さへの不満に火が付くこととなった。#GiveDivasAChance(ディーヴァにチャンスを)というハッシュタグはツイッターで2日間にわたり世界トレンド入りし続け、メディアもこのSNS運動を報道した。当時の主力選手のAJリーはWWE役員のステファニー・マクマホンに対して、｢女性レスラーのグッズは大量に売れており番組での評判も良いのに、男性レスラーの何分の1かの給料と試合時間しか与えられない｣とSNS上で公然と批判し、当時の会長のビンス・マクマホンも同ハッシュタグをつかって"We hear you. Keep watching. "と反応した。後にステファニー・マクマホンはこの出来事を、"女子レスラーのアスリート性のある試合を見たい"というファンのニーズをWWEがきちんと認識したという点で、女子革命(後述)が始まった重要な転機と振り返っている。
そして2015年7月のRawで当時の王者ニッキー・ベラの前にステファニー・マクマホンが登場。"現在サッカーやUFCなど他のスポーツでは女性アスリートを取り巻く状況が変化している(地位が向上している)"、WWEのディーヴァ部門でも革命を起こす必要がある、と語りNXTのスター選手であるシャーロット・フレアー、ベッキー・リンチ、そしてNXT女子王者のサーシャ・バンクスを紹介する。これがいわゆるWWEにおける女子革命(Women's Revolutionまたはディーヴァズ革命)である。新しくメインロースターに加わったこの3人は、その後数年のWWEにおける女性レスラーの地位向上に大きく貢献し、特にフレアーとリンチは4年後のレッスルマニアで女性として初めてメインイベントを戦うこととなる。

### 女性スーパースターへ
そして翌年2016年4月のレッスルマニア32において、WWEは女子部門の大幅な刷新を発表した。1990年代より使用されていた"ディーヴァ"という呼称は廃止され、今後は男子スーパースターと同様に女性タレントも女子スーパースターとして呼ばれることとなった(WWEにおいてスーパースターとはレスラーの意である)。
さらにアチチュードエラに高い技術で人気を得たリタが登場し、WWE女子王座ベルトを発表。ディーヴァズ王座は廃止された。ベルトデザインもディーバズ王座の蝶があしらわれた装飾の多いモノから、男子王座と対になるようなデザインへと変更されている。
ステファニー・マクマホンは2020年のインタビューで、ディーヴァという語の廃止について、"時代が変わったことでやや軽蔑的な意味合いを持つようになったため、ジェンダー平等を進めるために男性と同じスーパースターという呼び方に変える必要があった"と語り、今後も男女間の機会の平等化を進めていきたいと展望を語っている。

### その後
2017年から2018年にかけて女子版のロイヤルランブル戦、マネー・イン・ザ・バンク戦、エリミネーション・チェンバー戦が初めて行われ、以降も毎年開催されている。
またWWE役員のトリプルHは女子レスラーについて"モデル事務所のような"のルックス重視の採用から、アスリート視点の採用に変更したと述べている。

## 日本におけるディーヴァ
WWEで活躍したTAJIRIが帰国後に旗揚げした団体「SMASH」では女子を対象として王座を「ディーバ王座」と名づけたことがある。
これ以外では「試合介入する女性のセコンド」という意味で使用されており、マイケル・ベネットに対するマリア・ケネリス、BULLET CLUBに対するアンバー・ギャローズ、CMLL選手に対する下田美馬の例がある。またWWEでディーヴァを務めた鈴木浩子がハッスルでも引き続き、ゲイシャガールとしてディーヴァの役割を務めた。
日本マットでは、新日本プロレスのタイチが鈴木軍時代にテレビ番組を観ていた際に出演していた同郷のグラビアアイドルでもあるあべみほへラブコールして、2015年から従えていたが2022年末にその関係を解消した。

## 主なディーヴァ
- あべみほ
- AJ
- アクサナ
- アシュリー
- アリシア・フォックス
- アイボリー（英語版）
- イヴ・トーレス
- ウェンディ・リヒター
- エリザベス（英語版）
- キャンディス・ミシェル
- ケイティ・リー・バーチル
- ケリー・ケリー
- ファビュラス・ムーラ
- サニー
- シェリー・マーテル
- シャーメル
- ジャクリーン
- ジャッキー
- ジリアン・ホール
- ステイシー・キーブラー
- セイブル
- チャイナ
- トーリー
- トリー・ウィルソン
- トリッシュ・ストラタス
- ドーン・マリー
- ナタリヤ
- ビクトリア
- ゲイシャガール・ヒロコ
- ベス・フェニックス
- ベラ・ツインズ（ニッキー・ベラ&ブリー・ベラ）
- マリア
- マリース
- ミッキー・ジェームス
- ミシェル・マクール
- メリーナ
- モーリー・ホーリー
- リタ
- リリアン・ガルシア
- レイラ
- 若菜瀬奈